# Předrománská architektura

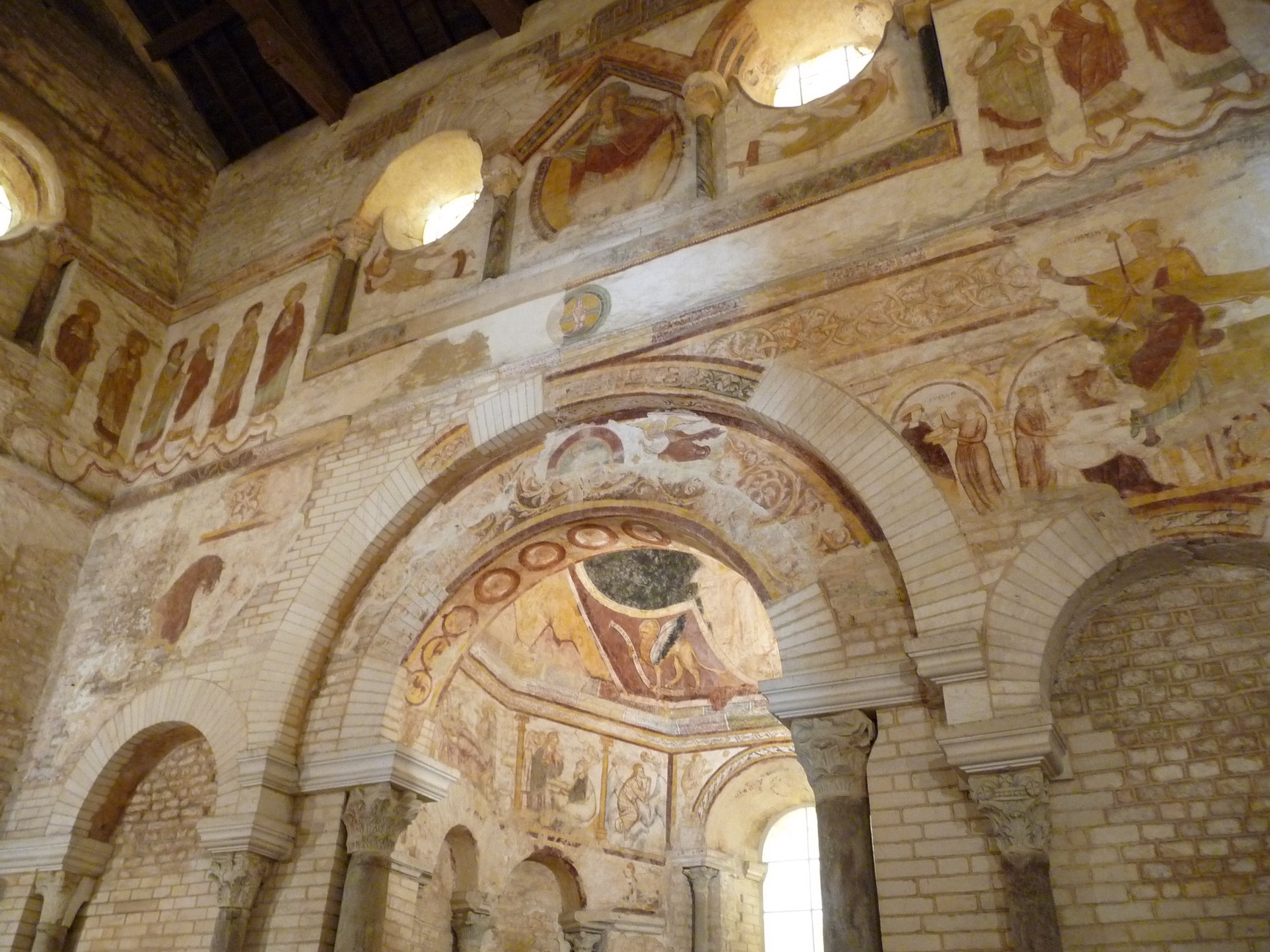
Baptisterium sv. Jana, Poitiers, 507

Předrománská architektura zahrnuje stavební památky raného středověku (asi 500–1000) z jižní a západní Evropy. V této době se germánské kmeny usadily, přijaly křesťanství a asimilovaly římskou kulturu. V architektuře přecházely z dřevěných na kamenné stavby, většinou křesťanské kostely. Zpočátku velmi rozmanité stavební typy a postupy se za vlády Karla Velikého († 814) začaly sbližovat a připravovat tak nástup románského umění.

## Historie
Období předrománské architektury se časově kryje s obdobím velkého rozkvětu byzantské architektury na východě. Její vliv se výrazně promítl ve stavbách krále Theodoricha († 526) v jeho sídle v italské Ravenně, na tyto velké výkony však nedokázali západní stavitelé navázat. Stavby se silným byzantským vlivem (např. bazilika svatého Marka v Benátkách) se do předrománské architektury neřadí.
Po zhroucení centrální římské administrativy se kulturní a společenský život i na západě ještě velmi dlouho řídil římskými zvyklostmi a místními (městskými) institucemi. Germánští dobyvatelé přijímali římskou kulturu i jazyk v různé míře a různě rychle. Například na Pyrenejském ostrově zůstal římský vliv daleko silnější než ve Střední Evropě, která byla z velké části za hranicemi Římské říše. Stavby z 6.–8. století jsou proto na Pyrenejském ostrově nebo v jižní Francii vyspělejší než chudé a primitivní stavby střední a severní Evropy.
V tomto období proběhly dva významné pokusy o obnovení říše: sjednocení franské (merovejské) říše za Chlodvíka I. († 511) a nové založení říše Karlovci, které vyvrcholilo korunovací císaře Karla Velikého roku 800. Podle toho se předrománské období někdy dělí na před-karolinské a karolinské (karlovské).

### Předkarolinská architektura

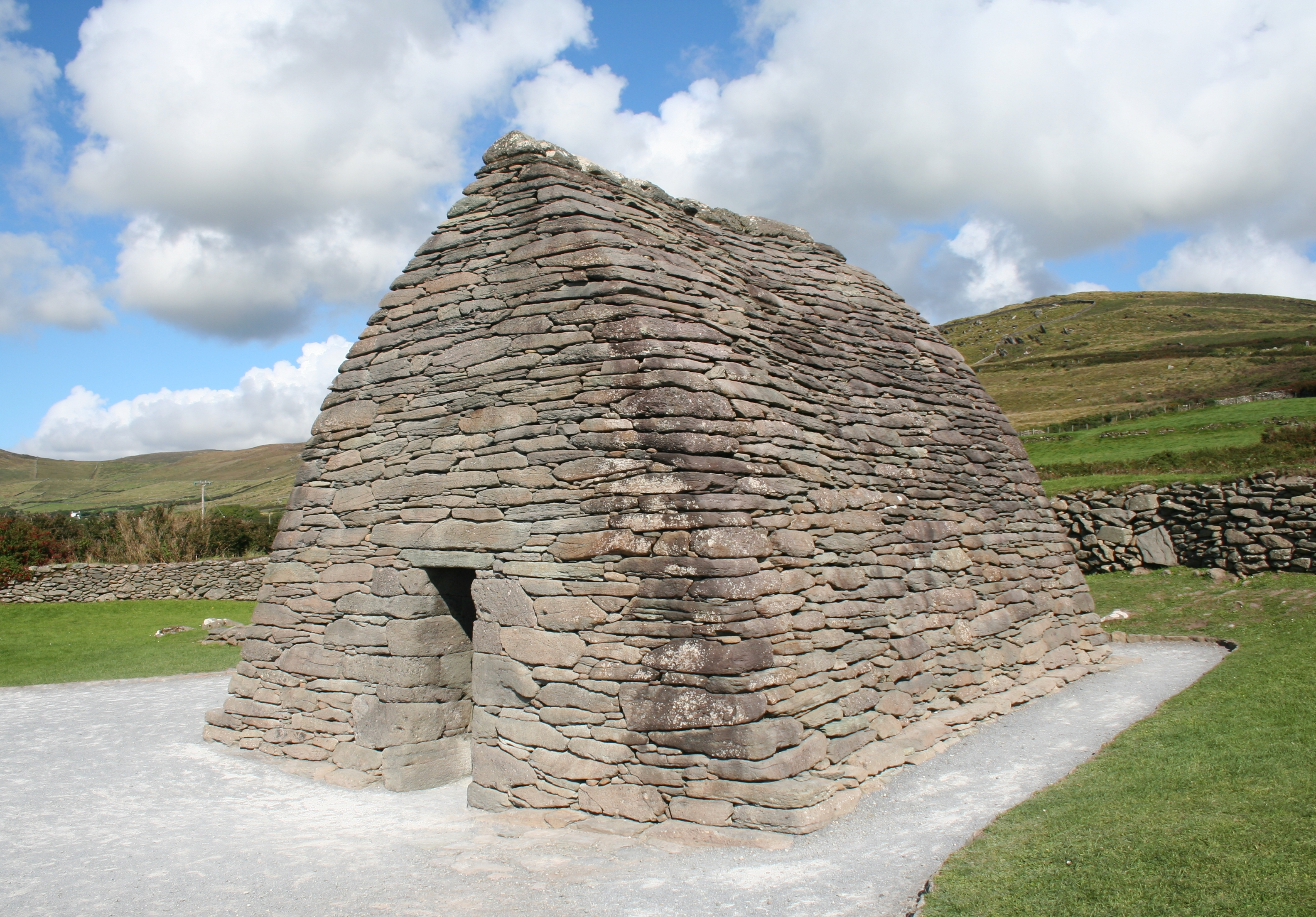
Galarusova kaple u Dingle, Irsko, 8.–11. stol.?

V předkarlovském období vznikaly v různých částech Evropy rozmanité stavební školy či slohy, často pouze místního významu. Nejvýznamnější byla merovejská kultura ve Francii, lombardská v severní Itálii, vizigótská na Pyrenejském poloostrově, jinak se stavělo na Britských ostrovech. Monumentální, vesměs církevní kamenné stavby vznikaly téměř výhradně na území bývalé říše. Z více než 1200 doložených staveb před rokem 768 ve Francii, severní Itálii, Porýní a horním Podunají bylo 285 katedrál a přes 800 klášterů. Katedrály vznikaly ve velkých střediscích (Tours, Remeš, Paříž), vesměs jako trojlodní sloupové baziliky bez příční lodi s jednou apsidou a patrně emporou. Všechny však byly později přestavěny, takže se zachovaly jen zbytky katedrály ve Vienne (Isère), několik okrouhlých (centrálních) baptisterií a ve východní části říše několik sálových kostelů (Řezno, Lorsch).
Na Pyrenejském poloostrově, který Vizigóti už v 5. století přechodně sjednotili, se stavěly trojlodní baziliky s dřevěnou střechou, vysokými arkádami a podkovovitými oblouky, pod silným byzantským vlivem. Pozoruhodná zachovaná památka je kostel P. Marie v Naranco u Ovieda z 8. století. Poměrně svébytnou a prostou saskou architekturu zastupuje kostel sv. Jana v Escombe u Durhamu ve střední Anglii, rovněž z 8. století.

### Karolinská architektura

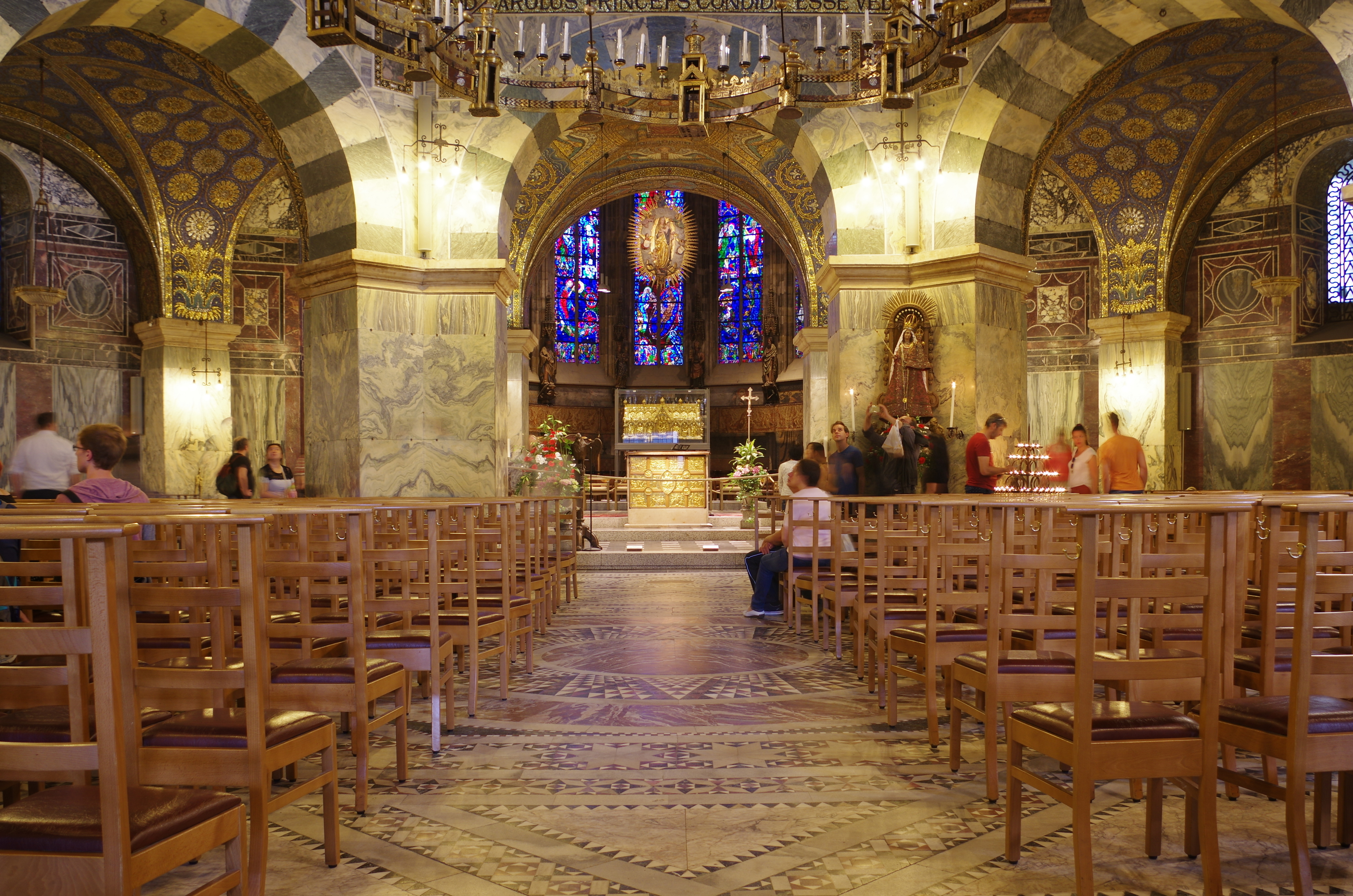
Palácová kaple v Cáchách, 795–807

Karel Veliký si dobře uvědomoval kulturní zaostalost západní Evropy za Byzancí a vyvinul velké úsilí, aby tento handicap vyrovnal. V jeho říši začaly vznikat nejen kláštery, školy i podstatně monumentálnější kostely a chrámy, ale také kamenné paláce, které vzbuzovaly obdiv a vybízely k následování. Tak lze aspoň na evropském kontinentě mluvit o karolinském slohu s jistým oprávněním. Těžiště stavební činnosti se posunulo na východ, do Porýní a až k dolnímu toku Labe.
Reprezentativní církevní stavby více méně jednotného slohu měly také politický význam: Karel jimi jednak potvrzoval svůj nárok na dědictví západořímské říše, jednak zvyšoval svoji autoritu i prestiž. Slavná palácová kaple v Cáchách je centrální stavba s kupolí, osmibokým středem a šestnáctibokým ochozem. Podobou i výzdobou navazuje na Chrám Božího hrobu v Jeruzalémě i na Theodorichovy stavby v Ravenně. Typickou stavbou karolinské doby je však trojlodní klenutá basilika s příční lodí a jednou nebo více apsidami. Starověká confessio pod oltářem se rozvinula v kryptu, buď halovou se zvýšeným chórem, nebo naopak štolovou, plně v podzemí. V císařských basilikách vznikl na opačné straně lodi tzv. Westwerk, symetrický chór pro císaře a jeho družinu. Veliký význam mají kláštery jako misijní zařízení v málo osídlených krajích a jejich specifická architektura kolem dvora s křížovou chodbou.
Mezi nejvýznamnější stavby patří S. Maria in Cosmedin v Římě, Einhardova bazilika ve Steinbachu u Darmstadtu, kláštery Werden u Essenu, Corvey (asi 50 km východně od Paderbornu), Reichenau na Bodamském jezeře, sv. Emeram v Řezně aj. Výjimečně dobře zachovaný je centrální kostel sv. Donata v chorvatském Zadaru.

### Otonská architektura
Za vlády další dynastie Otonů (919–1024) vzniká zejména v Německu velká vlna monumentální stavební činnosti v poměrně výrazném otonském slohu, který se někdy řadí k umění předrománskému, častěji k románskému.

## V českých zemích
Nejstarší středověké kamenné stavby na českém území jsou doložené z období velkomoravské říše. Archeologické stopy kamenných kostelů různých typů odkryly výzkumy ve Starém Městě, Mikulčicích, v Modré a dalších lokalitách. Podoba nezachovalých staveb, jejich původ a vztah k cyrilometodějské misii je předmětem vědeckého bádání a hypotéz.
S obdobím nejstarších Přemyslovců jsou spojeny kostely sv. Klimenta na Levém Hradci, Panny Marie v Praze a nejstarší stojící česká stavba, rotunda na Budči. O málo mladší byly bazilika sv. Jiří a rotunda sv. Víta na Pražském hradě. Kostely na hradištích hradské soustavy budované Boleslavem I. dokládá zachovalá rotunda sv. Petra ve Staré Plzni. Kamenný otonský kostel postavili také Slavníkovci na svém hradišti v Libici, zbořen byl již v roce 995 při jejich vyvraždění.

## Galerie

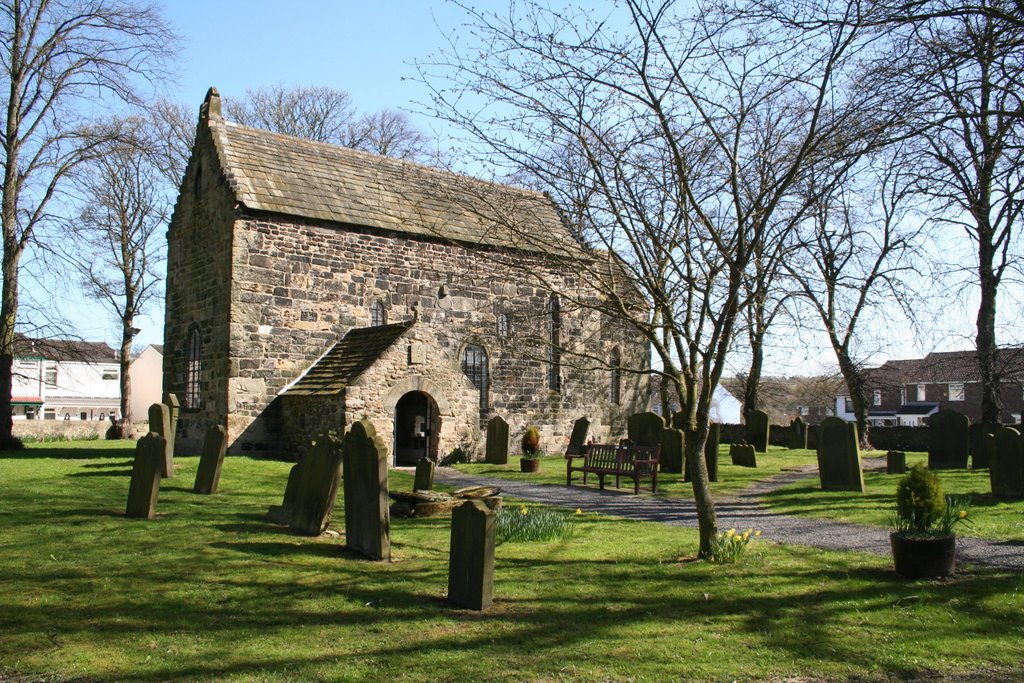
Kostel v Escombe u Durhamu, kolem 700
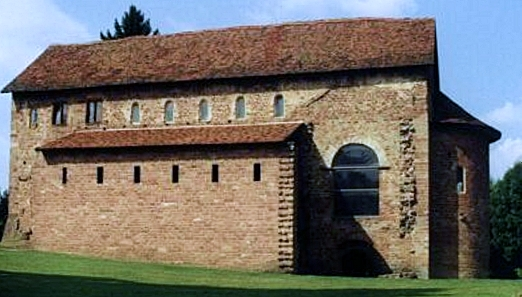
Einhardova bazilika, Michelstadt u Darmstadtu, 827
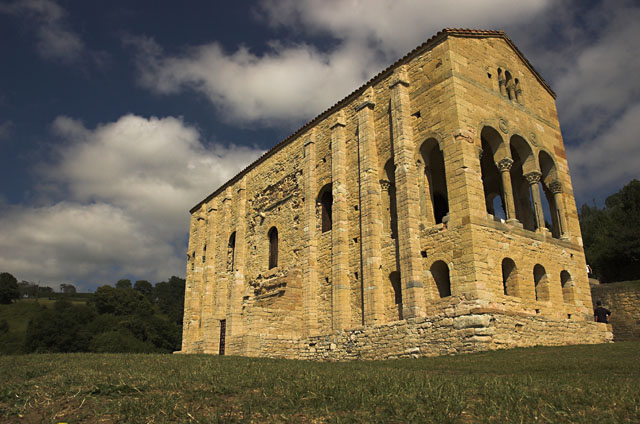
S. Maria del Naranco u Ovieda (Španělsko, před 848)
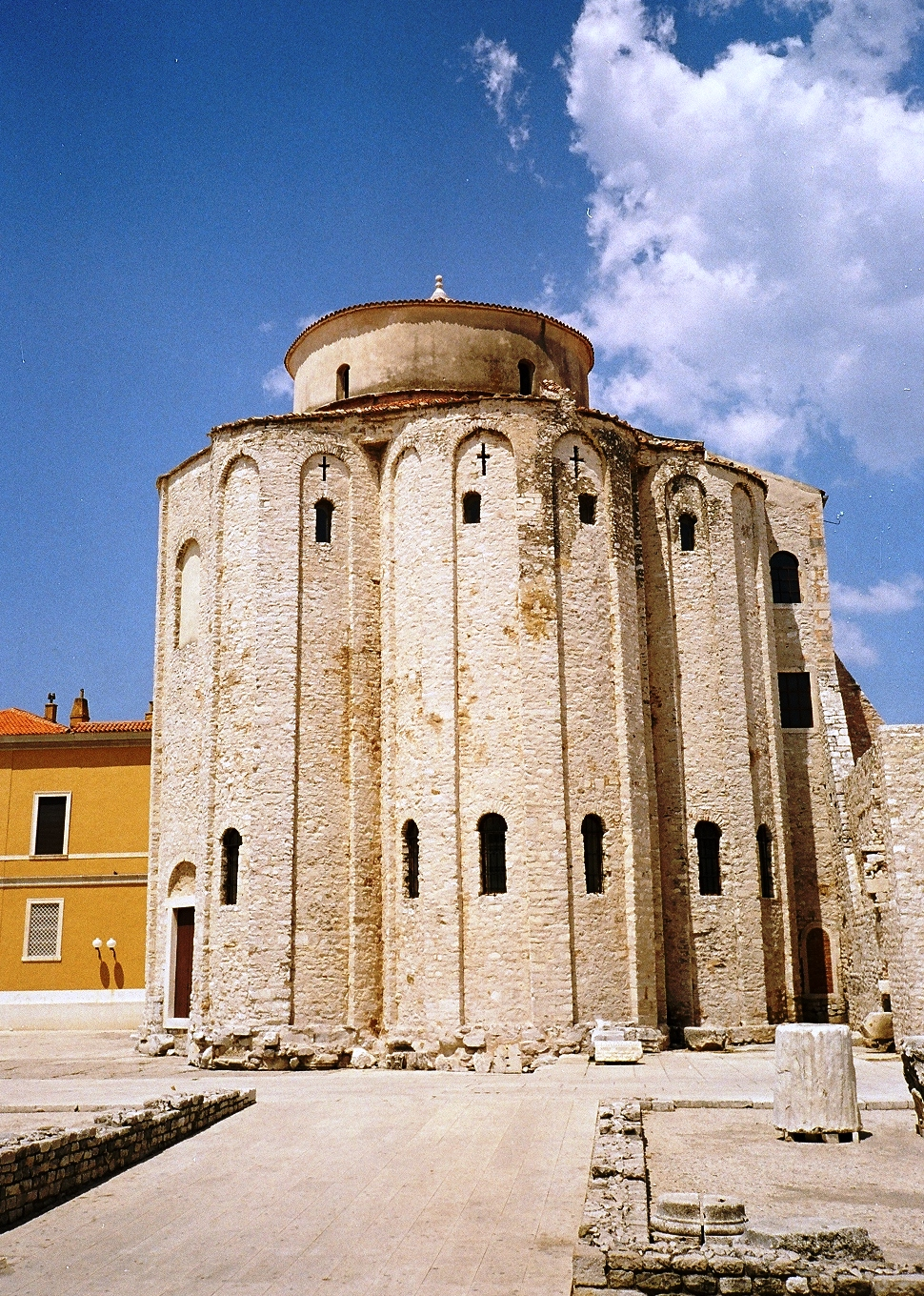
Kostel sv. Donáta v Zadaru, 9. stol.
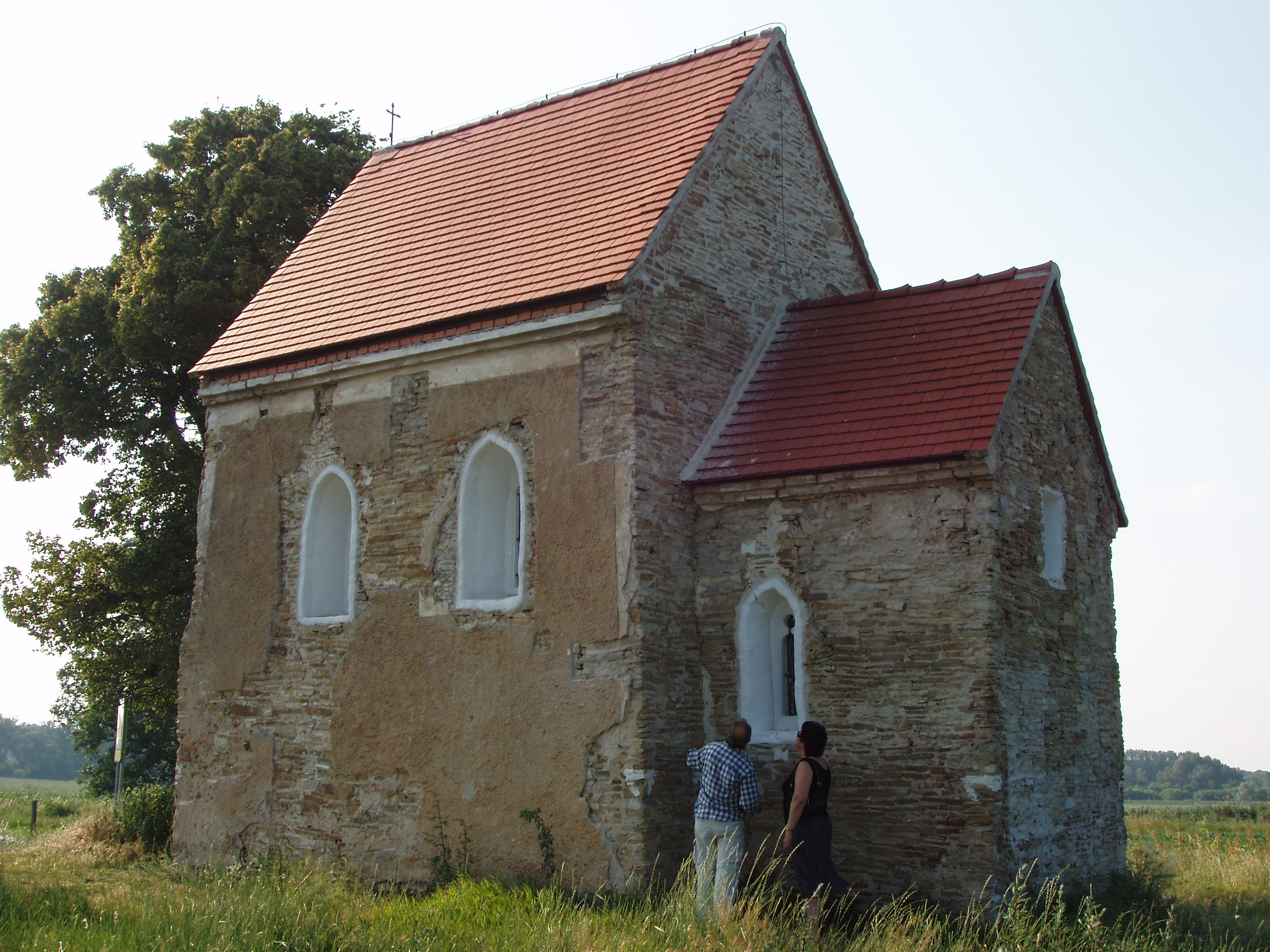
Kostel svaté Markéty Antiochijské (Kopčany), Slovensko, 9. století